# Llangothlin Lake
Der Llangothlin Lake ist ein See im Nordosten des australischen Bundesstaates New South Wales. 
Der See liegt am Mann River, 10 km nordöstlich der Kleinstadt Llangothlin, östlich des New England Highway. Er befindet sich an den Osthängen der Great Dividing Range.